# Drei D
Drei D ist ein deutscher Spielfilm aus dem Jahre 1988. Der von der HFF München mitproduzierte Film war der Abschlussfilm von Sönke Wortmann und handelt von einem Filmstudenten, der seinen Abschlussfilm über einen Filmstudenten dreht, der seinen Abschlussfilm dreht.

## Handlung
Der Filmstudent Mathias Hinz dreht an der HFF München seinen Abschlussfilm mit dem Titel Zwei D, der von einem Filmstudenten handelt, der seinen Abschlussfilm dreht. Die Dreharbeiten gehen nur schleppend voran, die aufgrund der Budgetknappheit nur notdürftig vorhandene Filmtechnik streikt oft, die Crew ist amateurhaft und mit den Anforderungen einer Film-im-Film-Produktion überfordert und Mathias ist unglücklich in seine hübsche, aber talentlose Hauptdarstellerin Eva verliebt. So gerät er in eine Krise und flüchtet sich in Tagträume, in denen er mit Eva glücklich ist, erinnert sich an seine Kindheit im Ruhrgebiet, als er in seine ältere Cousine Angelika verliebt war und Godzilla-Filme im Kino sah und er erlebt in Flash-Backs seine Aufnahmeprüfung neu, in der er auf die Fragen der Prüfer nach seiner Meinung zum Film allgemein und (im Besonderen) zu seinen Gründen, ein Regiestudium zu beginnen, keine Antworten geben kann.
Als Eva eines Tages mit einem blauen Auge zu den Dreharbeiten erscheint, das sie von ihrem Freund Robert verpasst bekommen hat, muss Mathias mangels geeigneter Maskenbildner umdisponieren und aus seinem eigentlich als ernsten Film geplanten Projekt eine Komödie machen („Besser 'ne Komödie als gar kein Film.“). Mathias macht Eva Vorwürfe, dass sie sich nicht gegen ihren Freund wehrt. Er will mit ihr ins Kino gehen, doch sie will die Zeit lieber mit Robert verbringen. Also schaut Mathias sich allein Mach’s noch einmal, Sam seines großen Vorbildes Woody Allen an.
Nach einigen Tagen, in denen die Produktion des Filmes mehr schlecht als recht läuft, will eine junge Journalistin eines Münchner Zeitgeist-Magazins ein Interview mit Mathias machen, was er widerwillig akzeptiert, versteht er doch das Aufhebens um seine Person und das Filmemachen allgemein nicht. Und so antwortet er auf die Fragen von Françoise auch ausweichend und unbefriedigend, weil er Filme nur aus Spaß macht und keinerlei tiefere Beweggründe hat oder Botschaften transportieren will. So brechen die beiden das Interview ab und schlafen stattdessen miteinander.
Als die bisherigen Aufnahmen begutachtet und von der Crew für ziemlich unbrauchbar gehalten werden, ist Mathias ziemlich niedergeschlagen. Als Eva ihm schließlich noch eröffnet, dass sie nur noch einen Tag Zeit hat, weil ihr Freund eine Arbeitsstelle in Genf annimmt und sie ihn begleiten will, ist Mathias endgültig mit den Nerven am Ende. Er versucht zwar, durch Umstellung des Drehplans noch einiges zu retten, ist sich aber trotzdem sicher, dass sein Film von vornherein zum Scheitern verurteilt war. Er gibt Eva die Schuld, beleidigt und vergrault sie. Nachdem sie beleidigt abgerauscht ist, träumt er von der Oscar-Verleihung, wo er gegen Francis Ford Coppola, Alan Parker und Woody Allen gewinnt und den Preis für den besten Film erhält. 
Schließlich besinnt er sich eines besseren und eilt zum Flughafen, wo er Eva noch einholt. Er entschuldigt sich und zitiert die Abschlussszene aus Casablanca und Mach's noch einmal, Sam.
Nachdem Eva mit Robert das Flugzeug bestiegen hat und Mathias allein zurückbleibt, ruft plötzlich jemand aus dem Off „Aus!“ und es stellt sich heraus, dass auch Mathias nur eine Filmfigur ist, die im Abschlussfilm von Sönke Wortmann mitspielt.

## Hintergrund
Der Abschlussfilm von Sönke Wortmann lief erstmals auf den Hofer Filmtagen im März 1990 und wurde in den Kinos gemeinsam mit Wortmanns Kurzfilm Fotofinish gezeigt. Sönke Wortmann beschäftigt sich in seinem durch Rückblenden und Zeitsprünge verschachtelten Film sowohl mit dem Medium Film an sich als auch mit den Schwierigkeiten eines jungen Regisseurs, seine eigene Handschrift und seine künstlerische Einordnung in der Filmgeschichte zu entwickeln. So ist sein Werk zugleich eine Hommage an Woody Allens Film Mach’s noch einmal, Sam, der wiederum eine Hommage an Casablanca war. Zudem erweist Wortmann seiner Ruhrgebietsheimat eine Reverenz, indem er die Kindheit seines Protagonisten dort spielen und mit Willi Thomczyk und Hedi Kriegeskotte zwei Schauspieler aus dem Ruhrgebiet auftreten lässt. Die Tatsache, dass letztlich der Protagonist Mathias auch nur eine Filmfigur ist, gibt dem Filmtitel seine Bedeutung.

## Auszeichnungen
Sönke Wortmann gewann auf den Hofer Filmtagen den Förderpreis für den besten Nachwuchsregisseur. Der Film wurde zudem für den Studenten-Oscar nominiert.